# USS Blue (DD-744)
USS Blue (DD-744), là một tàu khu trục lớp Allen M. Sumner được Hải quân Hoa Kỳ chế tạo trong Chiến tranh Thế giới thứ hai. Nó là chiếc tàu chiến thứ hai của Hải quân Mỹ được đặt cái tên này, nhưng là chiếc duy nhất được đặt theo tên Thiếu tá Hải quân John S. Blue (1902–1942), sĩ quan hoa tiêu trên tàu tuần dương hạng nhẹ Juneau (CL-52), đã tử trận khi chiếc Juneau bị đánh chìm trong trận Hải chiến Guadalcanal vào ngày 13 tháng 11 năm 1942. Nó đã hoạt động cho đến hết Thế Chiến II, và tiếp tục phục vụ sau đó trong Chiến tranh Triều Tiên và Chiến tranh Lạnh cho đến khi xuất biên chế năm 1971, rút đăng bạ năm 1974 và bị đánh chìm như mục tiêu ngoài khơi California năm 1977. Blue được tặng thưởng sáu Ngôi sao Chiến trận do thành tích phục vụ trong Thế Chiến II, và thêm sáu Ngôi sao Chiến trận khác trong Chiến tranh Triều Tiên.

## Thiết kế và chế tạo
Blue được đặt lườn tại xưởng tàu của hãng Bethlehem Steel ở Staten Island, New York vào ngày 30 tháng 6 năm 1943. Nó được hạ thủy vào ngày 28 tháng 11 năm 1943; được cùng đỡ đầu bởi bà J. S. Blue và cô Eleanor Stuart Blue, lần lượt là vợ góa và con gái của Thiếu tá Blue, và nhập biên chế vào ngày 20 tháng 3 năm 1944 dưới quyền chỉ huy của Trung tá Hải quân Lot Ensey.

## Lịch sử hoạt động

### 1944
Sau khi hoàn tất việc chạy thử máy và huấn luyện, Blue khởi hành từ vùng bờ Đông Hoa Kỳ, băng qua kênh đào Panama và gia nhập Hạm đội Thái Bình Dương vào tháng 7 năm 1944, và được phối thuộc cùng Lực lượng Đặc nhiệm 58 tại Eniwetok thuộc quần đảo Marshall. Trong vai trò hộ tống và canh phòng máy bay cho các tàu sân bay nhanh của lực lượng đặc nhiệm, nó tham gia chiến dịch không kích xuống các quần đảo Volcano, Bonin và Yap từ ngày 31 tháng 8 đến ngày 9 tháng 9. Sau đó nó tiếp tục tham gia chiến dịch chiếm đóng phần phía Nam quần đảo Palau từ ngày 6 tháng 9 đến ngày 14 tháng 10. Từ ngày 9 đến ngày 24 tháng 10, máy bay từ tàu sân bay đã không kích xuống Philippines nhằm chuẩn bị và trực tiếp hỗ trợ cho cuộc đổ bộ lên Leyte; và tiếp theo đó nhắm vào các mục tiêu trên đảo Luzon, Philippines trong các ngày 5 và 6 tháng 11, 13 và 14 tháng 11 năm 18 tháng 11, và từ 14 đến 16 tháng 12.

### 1945
Sau đó Blue tham gia cùng Đệ Tam hạm đội trong hoạt động không kích xuống Đài Loan vào các ngày 3 và 4 tháng 1, 1945; trực tiếp hỗ trợ cuộc đổ bộ lên Luzon, Philippines vào các ngày 6 và 7 tháng 1; tiếp tục không kích xuống Đài Loan vào ngày 9 tháng 1. Hạm đội đã băng qua eo biển Luzon tiến vào biển Đông để tấn công các căn cứ Nhật Bản dọc bờ biển Đông Dương thuộc Pháp vào ngày 12 tháng 1, rồi ném bom các sân bay và cảng tại Đài Loan, đảo Hải Nam và dọc bờ biển Trung Quốc trong các ngày 15 và 16 tháng 1. Sau một chuyến đi lên phía Bắc làm nhiệm vụ trinh sát hình ảnh trên không phận Okinawa, lực lượng rút lui về Ulithi vào ngày 27 tháng 1.
Chuyển biên chế sang Đệ Ngũ hạm đội, Blue hộ tống cho các tàu sân bay nhanh trong chiến dịch không kích tiếp theo xuống Honshū trong các ngày 16 và 17 tháng 2. Lực lượng đặc nhiệm chuyển hướng xuống phía Nam vào ngày hôm sau, bắt đầu không kích xuống Iwo Jima nhằm hỗ trợ cho việc đổ bộ lên đảo này vào ngày 19 tháng 2. Sau đợt không kích thứ hai xuống Honshū trong các ngày 25 và 26 tháng 2, lực lượng đặc nhiệm quay trở về Ulithi vào đầu tháng 3. Sau khi được nghỉ ngơi, sửa chữa và tiếp liệu, chiếc tàu khu trục tiếp tục tham gia cuộc đổ bộ lên Okinawa từ ngày 17 tháng 3 đến ngày 6 tháng 6
Blue bị hư hại bởi một cơn bão vào ngày 5 tháng 6 ngoài khơi Okinawa, nó phải rút lui về Leyte để sửa chữa. Sau khi hoàn tất, nó gia nhập trở lại Đệ Tam hạm đội để tham gia những đợt không kích sau cùng xuống các đảo chính quốc Nhật Bản từ ngày 10 tháng 7 đến ngày 15 tháng 8. Vào ngày 27 tháng 8, nó tiếp nhận việc đầu hàng của tàu ngầm I-400 ngoài khơi bờ biển Honshū và hộ tống chiếc tàu ngầm đi vào cảng.
Blue là một trong số các tàu chiến đã hộ tống cho thiết giáp hạm Missouri (BB-63) tiến vào vịnh Tokyo vào ngày 29 tháng 8 để tham gia lễ ký kết chính thức văn kiện đầu hàng tại Yokosuka. Sau khi ở lại qua đêm, nó lên đường quay trở về San Francisco, California, đến nơi vào ngày 5 tháng 10, rồi đi vào Xưởng hải quân Puget Sound không lâu sau đó để đại tu.

### 1946 - 1949
Sau khi hoàn tất việc đại tu vào tháng 1, 1946, Blue được điều động về Đội khu trục 92 trực thuộc Đệ thất Hạm đội. Nó khởi hành rời vùng bờ Tây vào ngày 10 tháng 2 để đi sang vùng biển Tây Thái Bình Dương, đi ngang qua Trân Châu Cảng, Guam và Philippines, đi đến bờ biển Trung Quốc vào ngày 13 tháng 5. Trong thời gian còn lại của năm đó, nó tuần tra trong biển Hoàng Hải, vùng biển Philippines và chung quanh quần đảo Mariana, tham gia các cuộc thực tập chiến thuật và tìm-diệt tàu ngầm. Nó quay trở về Hoa Kỳ vào đầu năm 1947, và đến ngày 14 tháng 2 được cho xuất biên chế và đưa về thành phần dự bị tại San Diego, California.
Blue được cho nhập biên chế trở lại vào ngày 14 tháng 5, 1949 và được phân về Đội khu trục 72 trực thuộc Hạm đội Thái Bình Dương. Sau khi được đại tu tại Xưởng hải quân San Francisco từ tháng 6 đến tháng 9, nó lại được đưa về Hạm đội Dự bị Thái Bình Dương tại San Diego vào ngày 12 tháng 12, 1949.

### Chiến tranh Triều Tiên
Sau khi Chiến tranh Triều Tiên nổ ra vào giữa năm 1950, Blue một lần nữa được cho nập biên chế vào ngày 15 tháng 9, gia nhập Đội khu trục 131 Hạm đội Thái Bình Dương. Sau một đợt thực hành huấn luyện dọc theo vùng bờ biển California, nó rời San Diego vào đầu năm 1951, đi đến Yokosuka, Nhật Bản vào ngày 23 tháng 1. Chiếc tàu khu trục đã hoạt động tại vùng biển Triều Tiên và Nhật Bản cho đến tháng 8, phối hợp cùng Lực lượng Đặc nhiệm 77 ngoài khơi bờ biển phía Đông bán đảo Triều Tiên, tiến hành hộ tống bảo vệ các tàu sân bay, tìm kiếm cứu nạn và bắn hỏa lực hỗ trợ. Nó quay trở về Hoa Kỳ vào cuối năm 1951 để đại tu tại Xưởng hải quân San Francisco, rồi quay trở lại vùng chiến sự tại Viễn Đông vào tháng 4, 1952, tiếp tục hoạt động cùng Lực lượng Đặc nhiệm 77 ngoài khơi bờ biển Triều Tiên. Trong tháng 9 và tháng 10, nó cùng Đội đặc nhiệm 95.20 và Lực lượng Đặc nhiệm 76 tuần tra và bắn hỏa lực hỗ trợ cho các hoạt động tìm kiếm-giải cứu.

### 1953 - 1974
Quay trở về Hoa Kỳ vào tháng 11, 1952, Blue được đại tu, rồi thực hành huấn luyện dọc theo vùng bờ biển California cho đến tháng 6, 1953. Nó khởi hành từ Long Beach, California vào ngày 13 tháng 6, đi đến Yokosuka vào ngày 7 tháng 7, rồi đến ngày 17 tháng 7 lại hoạt động cùng Lực lượng Đặc nhiệm 77 ngoài khơi bờ biển Nhật Bản. Nó tiếp tục cùng Đội đặc nhiệm 96.7 tuần tra tại eo biển Đài Loan cho đến ngày 19 tháng 10, khi nó quay trở lại khu vực Triều Tiên. Con tàu trở về vùng bờ Tây vào 12, 1953.

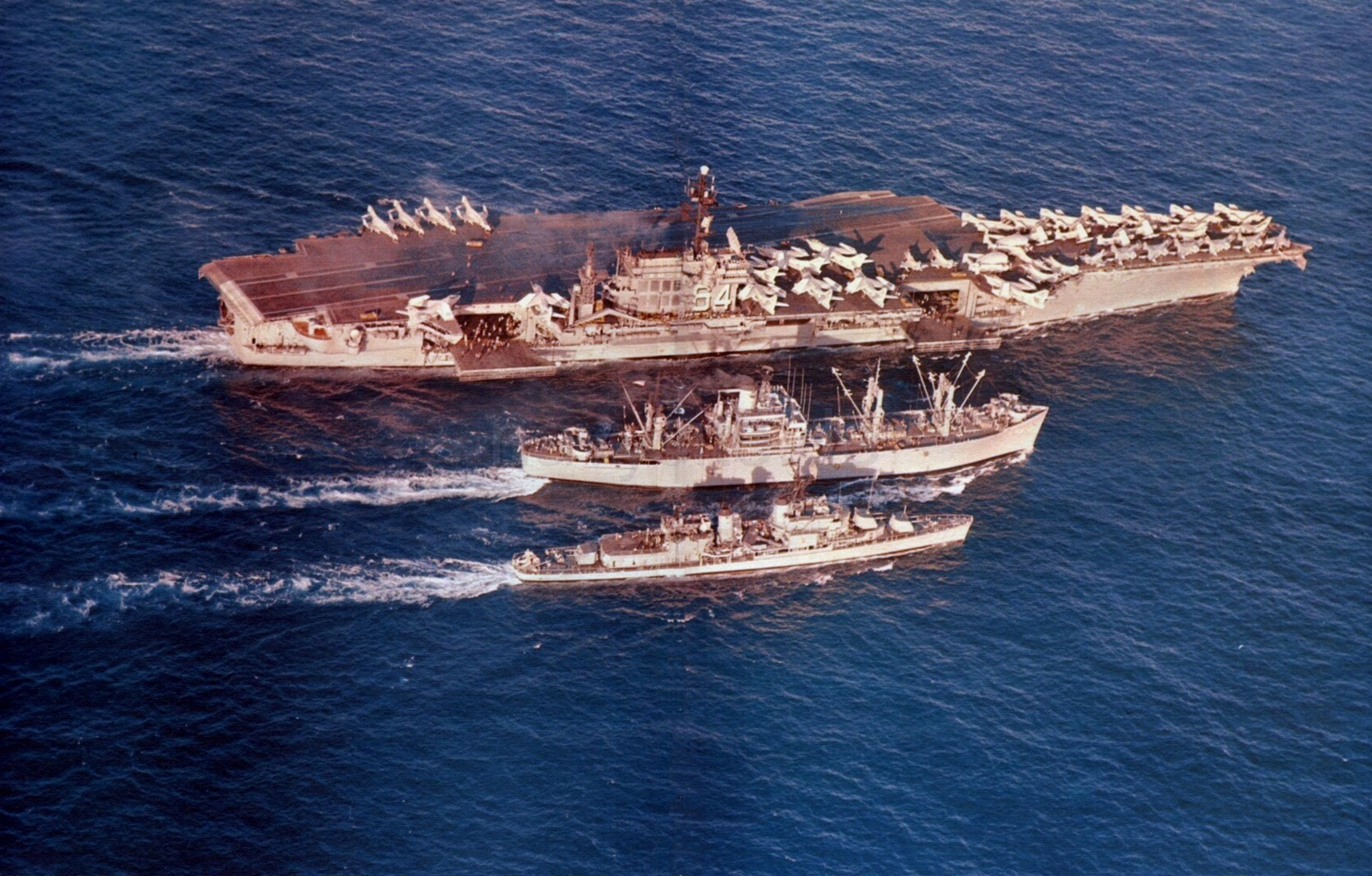
Blue sau khi được hiện đại hóa theo Chương trình FRAM II, đang được tiếp nhiên liệu cùng tàu sân bay ngoài khơi Việt Nam, khoảng năm 1964-1965.

Trong những năm 1960-1961, Blue trải qua một đợt nâng cấp lớn theo chương trình Hồi sinh và Hiện đại hóa Hạm đội II (FRAM: Fleet Rehabilitation and Modernization). Nó được trang bị một sàn đáp phía sau để vận hành máy bay trực thăng không người lái chống tàu ngầm Gyrodyne QH-50 DASH, và ống phóng ngư lôi 21 inch được thay thế bằng kiểu Mk 32 mới hơn. Sau khi huấn luyện và thực hành, con tàu cùng Đội khu trục 92 lên đường vào ngày 6 tháng 1, 1962 cho một giai đoạn hoạt động lâu dài tại Viễn Đông, đặt cảng nhà tại Yokosuka.
Blue thực hiện một loạt các hoạt động tuần tra, xen kẻ bởi cuộc tập trận "Tulungan" của Khối SEATO, cuộc thực tập đổ bộ lớn nhất trong thời bình từng được tiến hành tại khu vực Tây Thái Bình Dương. Trong hai năm sau đó, con tàu hoạt động chủ yếu tại Viễn Đông. Trong những năm tiếp theo nó thực hiện nhiều lượt hoạt động tại khu vực Tây Thái Bình Dương, và giữa những chuyến đi đó là những hoạt động huấn luyện, bảo trì và thực tập dọc theo vùng bờ Tây.
Blue được cho rút khỏi danh sách Đăng bạ Hải quân vào ngày 1 tháng 2, 1974, và bị đánh chìm như một mục tiêu bằng tên lửa trong một cuộc tập trận ngoài khơi bờ biển phía Nam California vào ngày 28 tháng 4, 1977.

## Phần thưởng
Blue được tặng thưởng sáu Ngôi sao Chiến trận do thành tích phục vụ trong Thế Chiến II, và thêm sáu Ngôi sao Chiến trận khác trong Chiến tranh Triều Tiên.